# Gymnázium Brno, Slovanské náměstí
Gymnázium Brno, Slovanské náměstí je gymnázium v Brně. Nachází se v Králově Poli. Zřizovatelem je Jihomoravský kraj. Škola nabízí čtyřleté a šestileté studium. V roce 2020 si škola připomněla 100. výročí svého založení. V průzkumu pro přílohu Víkend Hospodářských novin dne 15. 4. 2011 byla škola zařazena do skupiny elitních středních škol v Česku.
Budova gymnázia byla postavena v letech 1927–1929 stavitelem Kristianem Dejmkem a otevřena v květnu 1930. Jedná se o dvoukřídlý třípatrový objekt s půdorysem do písmene L. K lehce zalomenému křídlu se přimyká ze dvora ještě přízemní trakt s tělocvičnou. Vestibuly před schodištěm ve všech poschodích prosvětlují okna, zdobená vitrážemi z čirého skla vytvořené podle návrhu prof. Šebora. Hlavní křídlo má chodbu do ulice a učebny do dvora, zatímco u bočního je tomu naopak.

## Seznam ředitelů gymnázia
- Karel Frič (1920–1921)
- Jan Petráček (1920–1925)
- Rudolf Fridrich (1925–1937)
- Arnošt Macků (1937–1938)
- Josef Krejčí (1938–1942)
- Dr. Josef Konečný (1942–1945)
- Jaroslav Horníček (1945–1948)
- Josef Nechuta (1948–1962)
- Hermína Brejchová (1962–1970)
- RNDr. Ladislav Wohlgemuth (1970–1972)
- PhDr. Leopold Liškář (1972–1975)
- Josef Hofer (1975–1988)
- Alena Hlavová (1988–1990)
- PhDr. Josef Filouš (1990–2012)
- Mgr. Ilona Kopecká (2012–2018)
- Mgr. Dalibor Kott (od roku 2018)